# 穆罕默德·查希尔·沙阿
穆罕默德·查希爾沙（波斯語：محمد ظاهرشاه；1914年10月15日—2007年7月23日），阿富汗末代国王，1933年11月8日至1973年7月17日在位。

## 生平
查希尔属于普什图族的杜兰尼部族。1933年其父穆罕默德·納第爾·沙阿遇刺身亡，年仅19岁的查希尔登上阿富汗王位。雖然查希爾在位時間長達足足40年之久，但查希尔不是一個獨裁者，而是一個寬容崇尚自由的領導人，他大力推进經濟、社會、政治、文化等各方面的改革，例如允许妇女接受教育、允許婦女不用帶頭巾和穿著西式服裝、并制定了宪法，大力吸收西方文化。不僅如此他還推行民主化政策，尊重各內不同政見人士，允许人民批評政府，更幾乎不會對任何犯人使用死刑。
查希爾統治下的阿富汗是阿富汗歷史上最民主自由的時期，而阿富汗王國也成為當時伊斯蘭世界相對富裕的國家。可惜他的西化改革为其招致了各地方保守思想的部族的反对，军事抗争此起彼伏。終於在1973年7月17日，他的堂兄，前首相穆罕默德·达乌德·可汗乘其访问意大利时发动政变，将其废黜，成立阿富汗共和國（1973年－1978年）；8月，查希尔正式宣布退位。
在接下来的29年中，他一直在意大利流亡，即便是阿富汗人民民主黨推翻达乌德后，他也拒绝回国复位。在1979年苏联入侵阿富汗，長達十年的阿蘇戰爭，美國資助聖戰者反抗及其間的军阀混战期间（阿富汗民主共和國、阿富汗伊斯蘭國），查希尔也拒不涉足政治。

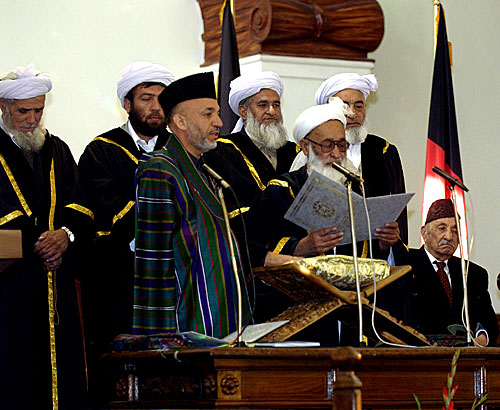
在哈米德·卡爾扎伊的宣誓儀式上，查希爾坐在最右邊（2004年12月7日）

2002年4月，当塔利班政权（阿富汗伊斯蘭酋長國）被推翻后，查希尔在美国支持下重返阿富汗，并于6月召集各部族领袖召开了支尔格大会。查希尔在回国后受到了广泛的支持，被授予“國父”称号，他虽重返在喀布尔的王宫，却并不谋求恢复自己的君主地位。
2002年10月訪問法國，他滑倒在浴室，肋骨挫傷；之後一連串的受傷與生病，使他身體每況愈下。在他最後的歲月，他很虛弱，麥克風需要固定到他的衣領，才能聽到他微弱的聲音；2007年1月，據報導，查希爾罹患重病，臥床不起，其後離世。

## 参与新疆战争
穆罕默德·查希尔沙曾派出志愿军参与1934年新疆的军事冲突，支持东突厥斯坦共和国对抗驻守在新疆的中央陆军新编第三十六师，最终在叶尔羌战役中被第三十六师击败。

## 私人生活
1931年11月7日在喀布爾娶表妹霍梅拉，共有六個兒子，兩個女兒：
| 姓名                            | 出生日期       | 死亡日期              |
| ------------------------------- | -------------- | --------------------- |
| 比奇丝·贝甘公主                 | 1932年4月17日  |                       |
| 穆罕默德·阿克巴·汗王储          | 1933年8月4日   | 1942年11月26日（9歲） |
| 艾哈迈德·沙阿·汗王储            | 1934年9月23日  |                       |
| 玛丽亚姆·贝甘公主               | 1936年11月2日  |                       |
| 穆罕默德·納第爾·汗王子          | 1941年5月21日  |                       |
| 沙阿·马哈茂德·汗王子            | 1946年11月15日 | 2002年12月7日（56歲） |
| 穆罕默德·达乌德·普什图亚·汗王子 | 1949年4月14日  |                       |
| 米尔·威斯·汗王子                | 1957年1月7日   |                       |

## 評價
有不少人批评其在数十年战争期间置身事外，没有担负起应负的责任。不可否認的是其主政時是目前為止阿富汗最西化、開放及和平的穩定時期。